# Нігол Андресен
Нігол Густавович Андресен (ест. Nigol Andresen; 2 жовтня 1899, селище Авідо волості Хальяла Віруського повіту, тепер Естонія — 24 лютого 1985, місто Тарту, тепер Естонія) — естонський і радянський письменник, державний і громадський діяч. Депутат Верховної ради Естонської РСР 1—2-го скликань. Обирався депутатом Верховної Ради СРСР 1-го скликання (1941—1946).

## Життєпис
Народився в родині малоземельного селянина. У 1918 році закінчив вчительську семінарію в Раквере.
Протягом 1918—1919 років викладав у початковій школі в Нарва-Йиесуу, у 1919—1920 роках — в жіночій гімназії Раквере. З 1920 по 1931 роки викладав естонську мову і літературу в Талліннській чоловічій комерційній гімназії та гімназії Якоба Вестгольма, викладав літературу у французькому ліцеї Таллінна.
У 1927 році видав збірку віршів під літературним псевдонимом «Ormi Arp». Брав активну участь у політичному житті Естонії: обирався до молодіжної секції Естонської соціалістичної робочої партії, головою Соціалістичного союзу молоді Естонії.
У 1932 році не був затверджений на посаді викладача, змушений був покинути педагогічну діяльність. Займався літературно-журналістською діяльністю, був відомим літературним критиком і перекладачем.
У 1932—1937 роках обирався членом Рійгікогу Естонської Республіки. Зазнавав судового переслідування, у 1938 році був заарештований за революційний виступ на зборах робітників. У лютому 1939 року був висланий політичною поліцією за межі Таллінна.
Після державного перевороту у червні 1940 року увійшов до складу новоствореного уряду Йоганеса Вареса, як міністр закордонних справ Естонії. Член ВКП(б) з липня 1940 року.
З 25 серпня 1940 року — народний комісар освіти Естонської РСР і заступник голови Ради народних комісарів Естонської РСР.
12 січня 1941 року був обраний депутатом Верховної Ради СРСР 1-го скликання від Естонської РСР. У роки німецької окупації Естонії перебував у евакуації в СРСР.
У 1944 році услід за частинами Червоної армії повернувся до Естонії, обіймав посаду заступника голови Ради міністрів Естонської РСР. З 1946 по 11 серпня 1949 року  — заступник голови Президії Верховної ради Естонської РСР. З 29 листопада 1946 по 5 березня 1947 року виконував обов'язки голови Президії Верховної ради Естонської РСР.
У березня 1950 року разом з кількома іншими провідними естонськими комуністами (М. Каротамм, Е. Пялль, А. Веймер) був звинувачений у «буржуазноиу націоналізмі». 24 березня 1950 року заарештований і засуджений до 25-річного ув'язнення, заслання відбував у трудовому таборі в Сибіру. У 1955 році був звільнений.
Після повернення в Естонію відійшов від політичної діяльності. Виступав як перекладач і редактор.
Помер 24 лютого 1985 року в місті Тарту. Похований на Лісовому цвинтарі Таллінна.

## Нагороди та відзнаки
- орден Трудового Червоного Прапора
- медалі